# 於福郵便局
於福郵便局（おふくゆうびんきょく）は、山口県美祢市にある郵便局。民営化前の分類では無集配特定郵便局であった。

## 概要
住所：〒759-2302 山口県美祢市於福町下2846-1

## 沿革
- 1909年（明治42年）3月26日 - 於福郵便局（三等）として開設[1]。
- 2006年（平成18年）9月11日 - 集配業務を美祢郵便局に移管[2]。郵便番号を〒759-2399から〒759-2302に変更。
- 2007年（平成19年）10月1日 - 民営化。
- 2012年（平成24年）10月1日 - 日本郵便株式会社発足。

## 取扱内容
- 郵便、印紙、ゆうパック
- 貯金、為替、振替、振込、国債
- 生命保険、バイク自賠責保険
- ゆうちょ銀行ATM

## 周辺
- 美祢市立於福中学校
- 美祢市立於福小学校
- 道の駅おふく
- 於福温泉
- 国道316号
- 山口県道341号大嶺於福線
- 厚狭川

## アクセス
- JR美祢線 於福駅から南へ約100m
- 防長交通 金山停留所から北西へ約100m
- 船木鉄道バス「あんもないと号」 道の駅於福停留所から南西へ約200m
- 駐車場あり：2台